# خفالیبوگوویتسه
خفالیبوگوویتسه (به لاتین: Chwalibogowice؛ تلفظ لهستانی: [xfalibɔɡɔˈvit͡sɛ]) یک منطقهٔ مسکونی در لهستان است که در گمینا اوپاتوویتس واقع شده‌است.